# Lophura inornata
Il fagiano di Salvadori (Lophura inornata (Salvadori, 1879)) è un uccello della famiglia dei Fasianidi endemico dell'isola di Sumatra. Deve il nome al suo scopritore, il naturalista italiano Tommaso Salvadori (1835-1923).

## Descrizione

### Dimensioni
Il maschio misura 45-60 cm di lunghezza, dei quali 15-20 spettanti alla coda, per un peso di 1000-1200 g. La femmina è leggermente più piccola: 45-55 cm di lunghezza, dei quali 15-20 spettanti alla coda, per un peso di 800-1000 g.

### Aspetto
Il fagiano di Salvadori è privo di cresta. Ha una coda piuttosto corta, arrotondata e leggermente scaglionata, composta da 14 timoniere. Il becco è chiaro, di colore bianco-verdastro. Le iridi sono rosso-arancio, più marroni nella femmina. La pelle nuda orbitale è verde-giallastra, con una piccola macchia gialla dietro l'occhio. Le caruncole facciali sono rosso scarlatto. Le zampe presentano una tinta grigio-verdastra e nel maschio sono dotate di speroni. I sessi differiscono tra loro. Nel maschio adulto, il piumaggio è quasi interamente blu-nerastro. La maggior parte delle piume del corpo e del collo sono nere con una larga frangia blu acciaio. Il ventre, la regione anale, le piume delle ali e la coda sono nero opaco. La femmina adulta è quasi interamente castano-rossastra. Ogni piuma è finemente spruzzata di nero con un segno chiaro e una stria camoscio. La gola è di un marrone più chiaro. La coda è bruno-nerastra. L'aspetto dei giovani è poco noto. Assomigliano alle femmine, ma le loro piume sono bordate di camoscio chiaro, che conferisce alla loro livrea un aspetto squamoso e striato.
Il cosiddetto «fagiano di Sumatra» (L. i. hoogerwerfi), un tempo considerato come specie a parte, appartiene probabilmente alla stessa specie. Non esiste una descrizione ufficiale del maschio, ma alcune foto scattate sul campo suggeriscono che assomigli molto a quello della sottospecie nominale inornata e non presenti alcuna differenza morfologica rimarchevole con questo. Al contrario, la femmina differisce in modo significativo, con il suo piumaggio di un marrone più scuro e uniforme. Essa non possiede le macchioline e le strisce che caratterizzano la sua parente prossima. L'insieme del piumaggio è finemente vermicolato di nero, in maniera più approssimata sulle copritrici alari. La gola è biancastra. Il colore rosso compare solo sulla parte bassa del dorso, sul groppone e sui fianchi.

## Biologia

### Comportamento
I fagiani di Salvadori vivono in coppie o in piccoli gruppi. Sono uccelli molto riservati che conducono un'esistenza al riparo della copertura della fitta foresta e che fuggono rapidamente attraverso il sottobosco al minimo segnale di pericolo. Le femmine sono ancora più paurose e diffidenti dei maschi. I fagiani di Salvadori sembrano essere monogami. Durante il periodo nuziale, all'alba, il maschio inizia ad emettere una serie di richiami definibili come una via di mezzo fra una risata ed il chiocciare della madre che chiama a sé la prole. Nel frattempo, gli anelli oculari e la piccola macchia gialla posta dietro agli occhi diventano più evidenti. Inizia allora una parata durante la quale esibisce le caruncole scarlatte e si mette a sbattere freneticamente le ali. Si rizza in punta di piedi e segue lentamente la femmina in tutti i suoi spostamenti.

### Alimentazione
Il fagiano di Salvadori ha una dieta prevalentemente vegetariana. I contenuti stomacali hanno rivelato la presenza di mandorle e di vari tipi di noci. All'interno dei parchi nazionali, approfitta della presenza degli esseri umani e consuma le briciole sparse e i resti di cibo abbandonati da visitatori ed escursionisti.

### Riproduzione
I costumi riproduttivi di questo fagiano sono poco conosciuti. Finora non è mai stato scoperto un nido appartenente alla sottospecie nominale, mentre uno appartenente alla forma hoogerwerfi venne rinvenuto nel mese di febbraio del 1979 a 1800 metri di altitudine. In cattività, le femmine della sottospecie nominale depongono 2 uova color marrone cioccolata che covano per un periodo di 22 giorni.

## Distribuzione e habitat
Il fagiano di Salvadori è endemico di Sumatra. La sottospecie nominale inornata vive nella regione dei monti Barisan, nel sud-ovest dell'isola. La sottospecie hoogerwerfi, invece, è confinata al parco nazionale del Gunung Leuser, nel nord dell'isola.
Questa specie frequenta normalmente le foreste pluviali primarie dotate di un fitto sottobosco, tra 600 e 2000 metri di altitudine. Non vi sono differenze degne di nota tra le preferenze in materia di habitat tra le due sottospecie. Secondo recenti osservazioni, entrambe sembrano in grado di adattarsi a tipi di foresta degradati dalle attività umane. I fagiani di Salvadori sono in linea di massima uccelli propri delle regioni montuose, ma occasionalmente possono scendere ad altitudini più modeste.

## Tassonomia
Come già ricordato, esistono due sottospecie di fagiano di Salvadori:
- L. i. inornata (Salvadori, 1879), propria della parte meridionale di Sumatra;
- L. i. hoogerwerfi (Chasen, 1939), originaria della parte settentrionale.

## Conservazione
In diverse località del centro-sud di Sumatra sembra che la specie sia ancora relativamente comune. Tuttavia, a causa del crescente degrado ambientale, la distruzione di gran parte delle foreste per scopi commerciali, soppiantate da aziende agricole con distruzione definitiva dell'habitat originario, le siccità, gli incendi sempre più frequenti e spesso dolosi, associati ad una pressione venatoria incontrollata, stanno portando le già piccole e frammentate popolazioni vicino al punto di non ritorno.